# ساتون-این-اشفیلد
ساتون-این-اشفیلد (به انگلیسی: Sutton-in-Ashfield) یک شهرک در بریتانیا است که در انگلستان واقع شده‌است. ساتون-این-اشفیلد ۴۵٬۸۴۸ نفر جمعیت دارد.